# Der Freund
Der Freund è un film del 2008 diretto da Micha Lewinsky.